# 도노사와역
도노사와역(일본어: 塔ノ沢駅)은 일본 가나가와현 아시가라시모군 하코네정에 위치한 하코네 등산 철도 철도선의 역이다. 역 번호는 OH 52이다.

## 역사
- 1920년 10월 21일: 영업 개시.

## 역 구조
상대식 승강장 2면 2선의 지상역에서 역무원의 배치역이다. 역사 내부는 폐쇄되어 있다.
구내는 터널에 끼고 이전 플랫폼의 오다와라 방향에 구내 횡단 건널목이 있었지만 3량 편성화 때 승강장 연장이므로 오다와라 쪽 터널 위로 계단에서 건너가는 형태였다. 또한, 원래 고라 방향의 분기기는 터널 안에 있었지만 3량 편성화 때 오다와라 방향의 분기기도 터널 내로 이전되었다.
PASMO 간이 개찰기가 설치되어 있다. 승차권은 차내에서 승무원에게 구입할 필요가 있다.
또한, 하코네 등산 철도의 표시 간판이나 팜플렛에서는 각 역의 표고가 제시되어 있고 예전에 165m로 표기되었으나 2013년 재고 조사에서 153m로 정정되었다.

### 타는 곳
| 번호 | 노선             | 방향 | 행선                        | 비고                                  |
| ---- | ---------------- | ---- | --------------------------- | ------------------------------------- |
| 1    | 하코네 등산 전차 | 하행 | 고라・소운잔 방면           | 소운잔 방면은 고라에서 환승           |
| 2    | 하코네 등산 전차 | 상행 | 하코네유모토・오다와라 방면 | 오다와라 방면은 하코네유모토에서 환승 |

## 역 주변
- 도노사와 온천
- 아미다이지

## 인접역
| 하코네 등산 철도 철도선          | 하코네 등산 철도 철도선 | 하코네 등산 철도 철도선    |
| -------------------------------- | ----------------------- | -------------------------- |
| OH 51 하코네유모토 오다와라 방면 | ■ 각역정차              | 오히라다이 OH 53 고라 방면 |